# Der Alpenkönig und der Menschenfeind
Der Alpenkönig und der Menschenfeind ist ein romantisch-komisches Original-Zauberspiel in zwei Aufzügen von Ferdinand Raimund. Die Uraufführung fand am 17. Oktober 1828 als Benefizveranstaltung für den Dichter im Theater in der Leopoldstadt statt.

## Inhalt
Während Astragalus mit seinem Gefolge von der Jagd heimkehrt, erwartet Malchen die Rückkehr ihres Geliebten August von seinem Studienurlaub in Italien. Rappelkopf, wegen schlimmer Erfahrungen zum Menschenfeind geworden, ist strikt gegen diese Verbindung. Er hasst seine ihn dennoch liebende Gattin Sophie, nur weil sie die beiden unterstützt. Seine ersten drei verstorbenen Frauen beschuldigt er, „aus Bosheit“ gestorben zu sein.
Als der Alpenkönig erscheint, läuft Malchens Kammermädchen Lieschen entsetzt davon, denn sie ist überzeugt:
„Wissen sie denn nicht, daß jedes Mädchen, das den Alpenkönig erblickt, in dem Augenblick um vierzig Jahre älter wird?“ (Erster Aufzug, vierte Szene)
Astragalus verspricht Malchen und August, ihnen zu helfen und für eine baldige Hochzeit zu sorgen. In Rappelkopfs Haus klagt die Dienerschaft über die ungerechte Behandlung, Sophie versucht sie mit der Mitteilung zu beruhigen, sie haben ihren Bruder Silberkern herbeigerufen, damit dieser mit dem Hausherrn ein ernstes Wort rede.
„Ich kann euch nicht fortlassen, weil heute oder morgen mein Bruder ankommt, der vieles über meinen Mann vermag. So lange müßt ihr die Launen eures Herrn noch ertragen.“ (Erster Aufzug, zehnte Szene)
Doch Rappelkopf ist überzeugt, sein Schwager habe ihn beim Ruin eines venezianischen Kaufhauses übervorteilt und arm gemacht. Nachdem er von Lieschen erfahren hat, dass die zwei jungen Leute sich heimlich getroffen hätten, beschuldigt er seine Frau, ihn zu hintergehen. Als der Diener Habakuk („Ich war zwei Jahr' in Paris, aber ein solcher Herr ist mir nicht vorgekommen.“) mit einem Küchenmesser Zichorien stechen gehen will, verdächtigt Rappelkopf den völlig Verblüfften, ihn im Auftrag von Sophie ermorden zu wollen. Er zerschlägt seine Möbel und läuft wütend in den Wald hinaus.
Dort kommt er zur armseligen Hütte des Kohlenbrenners und bietet ihm Geld, damit dieser mit seiner Familie auszieht und ihm die Hütte überlässt. Zwar sind die Köhlersleute bald überredet, dennoch verlassen sie traurig ihr Zuhause mit einem Abschiedslied:
„So leb' denn wohl, du stilles Haus,
Wir ziehn betrübt aus dir hinaus.“ (Erster Aufzug, zwanzigste Szene)
Astragalus tröstet die verzweifelten Angehörigen und die Bediensteten und verspricht, nun rasch für die Bekehrung des Menschenfeindes zu sorgen. Durch ein Hochwasser zwingt er Rappelkopf, mit seinem Plan einverstanden zu sein: Astragalus verwandelt sich in Rappelkopf, diesen lässt er die Gestalt von Silberkern annehmen. Nun muss Rappelkopf erleben, wie sein Ebenbild brutal und ungerecht mit seiner Familie und dem Gesinde umspringt. Zwar ist er anfangs durchaus mit dessen rauer Art einverstanden, bald aber wird es sogar ihm zu viel:
„Ich bin ja ein rasender Mensch! Ich fang' mir ordentlich an, selbst zuwider zu werden. Das hätt’ ich in meinem Leben nicht gedacht.“ (Zweiter Aufzug, zehnte Szene)
Und dazu muss er noch anhören, dass seine von ihm so drangsalierte Umgebung dennoch zu ihm hält, und nur hofft, dass es sich zum Besseren ändern würde. Wütend fordert er Astragalus, als dieser seine Familie verflucht, zum Duell – Rappelkopf soll also auf Rappelkopf schießen, was ja, wie er glaubt, Selbstmord wäre. Doch Astragalus springt aus Wut und Verzweiflung in den Wildbach und in diesem Moment wird Rappelkopf mit seiner Familie in den Tempel der Erkenntnis versetzt. Dort verspricht er, sich zu ändern – vor allem auch, weil Silberkern von der Rettung seines Vermögens berichtet – er führt Malchen und August zusammen und schließt seine Gattin um Verzeihung bittend in die Arme:
„Kinder, ich bin ein pensionierter Menschenfeind, bleibt bei mir, und ich werde meine Tage ruhig im Tempel der Erkenntnis verleben.“ (Zweiter Aufzug, fünfzehnte Szene)

## Werksgeschichte
Nach der Beurteilung des Literaturwissenschaftlers Heinz Politzer „hatte Raimund damit begonnen, sich seine Komödien auf den Leib, er endete damit, sie sich von der Seele zu schreiben.“ Schon von den Zeitgenossen wurde erkannt, dass der Dichter mit der Doppelperson Rappelkopf/Astragalus ein Selbstbildnis schuf, in dem der Menschenfeind Wesenszüge seiner selbst trägt. Dieses Misstrauen, dieser Verfolgungswahn allem und jedem gegenüber spiegelt aber auch die Atmosphäre des Kaisertums Österreich im Vormärz wider, in dem sich der Herr Biedermeier auf sein eigenes privates Leben zurückzog und die Öffentlichkeit weitgehend mied.

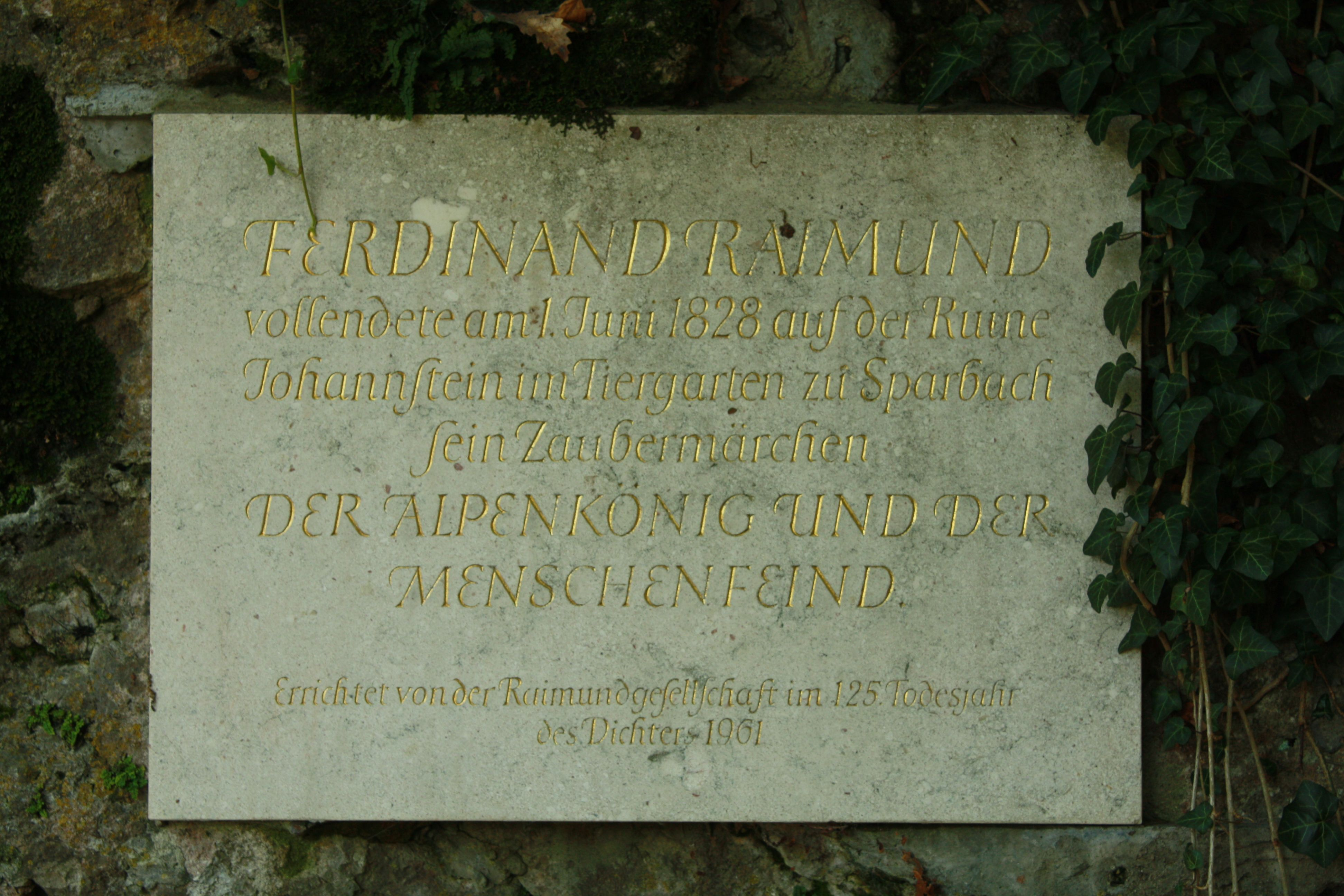
Gedenktafel bei der Burgruine Johannstein im Naturpark Sparbach

Das Stück entstand zum größten Teil in der von Raimund so sehr geliebten freien Natur, eine Szene am 28. Mai 1828 am Himmelreich im Brühl bei Mödling, die zweite einige Tage später, an seinem 38. Geburtstag (1. Juni) im nahegelegenen Sparbach. Der Rest des Stückes wurde noch im Juni fertiggestellt. Wie stets bei ihm, wenn er in der freien Natur arbeitete, wurde Raimund relativ zügig fertig. Er nannte sein Werk ein „Original-Zauberspiel“, um darauf hinzuweisen, es habe keine literarische Vorlage gegeben, sondern die Fabel mit dem darin enthaltenen psychologischen Problem sei seine ganz eigene Erfindung. In der „Köhlerhütten-Szene“ sehen viele Literaturforscher einen für die biedermeierlichen Verhältnisse „erstaunlichen Realismus des sozialen Elendsmilieu“.
Den Gedanken der Selbstkonfrontation hatte Raimund schon früher verwendet, gleich doppelt im Bauer als Millionär, nämlich Wurzel/Jugend und Wurzel/Alter und später im Verschwender mit Flottwell/Bettler. Im Alpenkönig ist diese Konstellation jedoch am eindringlichsten verwirklicht.
In der Figur des urkomischen Dieners Habakuk, der „zwei Jahr' in Paris“ gewesen sein will – so seine stehende Redewendung – hat der Dichter dem Theater-Thaddädl gewissermaßen die „Weihe der Kunst“ verliehen, indem er behaglich die feierliche Dämlichkeit des dummen Dieners ausgebreitet hat. Ist Habakuk der Hanswurst, so steht als Colombina das resche Kammermädchen Lischen an seiner Seite. Sie sind beide dichterische Nachkommen von Florian und Mariandl aus Raimunds früherem Werk Der Diamant des Geisterkönigs.
Raimund spielte den Rappelkopf, Katharina Ennöckl seine Gattin Sophie, Franz Tomaselli den Habakuk.

## Musikalische Bearbeitung
- 1828 schrieb Wenzel Müller, der Komponist der musikalischen Einlagen im Stück, ein Singspiel.
- 1829 kam unter dem Titel Der Geisterkönig und der Menschenfreund eine parodistische Bearbeitung mit Musik von Wilhelm Reuling zur Aufführung, die beim Wiener Publikum durchfiel.[14]
- 1903 wurde in Dresden die Oper Alpenkönig und Menschenfeind uraufgeführt. Komponist war Leo Blech, Raimunds Text wurde von Richard Batka als Opernlibretto umgesetzt.[15] Für die 'Berliner Fassung' der Oper unter dem Titel Rappelkopf (1917) erstellte Georg von Hülsen-Haeseler eine Bearbeitung dieses Textes.
- Für die Oper Rappelkopf des Komponisten Mark Lothar, uraufgeführt 1958 in München, erstellte Wilhelm Michael Treichlinger das Libretto nach Raimunds Vorlage[16]

Die schlichte Weise von „So leb denn wohl, du stilles Haus“ ist zum Volkslied geworden.

## Zeitgenössisches Urteil
Franz Grillparzer gab das Urteil der Zeitgenossen über dieses Werk wieder:
„Man muß die Wüste der neuesten Poesie durchwandert haben, gefühlt haben, wie [sich] Naturwahrheit und Leben aus dem begriffsmäßigen Gerüste talentloser Überschwenglichkeiten zurückzuziehen droht, um das Erquickende dieser frischen Quelle ganz zu empfinden.“

## Spätere Interpretationen
Nach der Ansicht von Rudolf Fürst sei dies das erste Werk Raimunds, in dem sich der Dichter als Psychologe erwiesen habe. Des Weiteren urteilt er:
„Hier wird man nicht mehr durch das Schellengeklingel der Narrenkappe verletzt, die der Autor zur Befriedigung eines nach leichter Kost lüsternen Publikums sich aufgestülpt hat; noch durch das vergebliche Streben des Dichters, in einer bunten, aus heterogenen [uneinheitlichen] Bestandteilen zusammengesetzten Fabelwelt sich und den Leser heimisch zu machen.“
Kurt Kahls Urteil geht dahin, dieses Werk Raimunds als Versuch einer Selbstheilung im Mantel eines komisch-romantischen Märchens zu sehen.
„Wie im Stück der Menschenfeind nur dadurch kuriert werden kann, dass er seinem eigenen Ich gegenübergestellt wird, sucht auch Raimund schreibend Herr über sein Temperament zu werden.“
Der Alpenkönig werde lediglich auf die Bühne gebracht, um durch einen Zaubertrick die Selbstkonfrontierung Rappelkopfs zu ermöglichen. Dieser Kniff ermögliche es dem Dichter, eine Entwicklung, die im realen Leben über einen langen Zeitraum geschehen müsse, in wenigen Szenen ablaufen zu lassen.
Franz Hadamowsky stellt fest, Raimunds Fortschritt in der Gestaltung eines Bühnencharakters sei deutlich an einem Vergleich zwischen Fortunatus Wurzel aus dem Bauern als Millionär und Rappelkopf zu erkennen. Die Zauberwelt werde vom Dichter immer mehr lediglich als Hilfestellung bei der Entwicklung der Handlung verwendet.
Bei Hein/Mayer ist zu lesen, dass Raimund barocke Tradition, österreichische Aufklärung (den Josephinismus) und neuere Seelenkunde, das Motiv des Menschenfeindes mit der Idee des Besserungsstückes verbunden habe. Vorbilder könnten ihm möglicherweise Timon von Athen (Shakespeare), Der Menschenfeind (Molière) für Rappelkopf, Der Berggeist oder die drei Wünsche (Josef Alois Gleich) für Astragalus gewesen sein.

## Verfilmungen
- 1962: Der Alpenkönig und der Menschenfeind, Inszenierung Ferdinand Raimund, Regie Ludwig Berger, mit Kurt Jaggberg als Astragalus, Hans Putz als Rappelkopf, Helmut Heyne als Alpaner,  Eva Lissa als Sophie, Ulli Philipp als Malchen, Werner Pochath als August Dorn und Fritz von Friedl als Franzel
- 1965: Der Alpenkönig und der Menschenfeind, Inszenierung Rudolf Steinboeck, Bildregie Günther Anders, mit Paul Hörbiger als Astragalus, Attila Hörbiger als Rappelkopf, Alma Seidler als Antonie und Heinz Ehrenfreund als August Dorn

## Hörspielbearbeitungen (Auswahl)
- 1925: Der Alpenkönig und der Menschenfeind. Romantisch-komisches Märchen in drei Akten – Produktion: MIRAG; Kommentar und Regie: Julius Witte; Zwei Livesendungen im Dezember 1925 ohne Aufzeichnung.[19][20]
  - Sprecher u. a.: Adolf Winds (Astragalus, der Alpenkönig), Oskar Berger (Alpengeist Linarius/Silberkern, Sophiens Bruder, Kaufmann in Venedig), Karl Kerner (Rappelkopf, ein reicher Gutsbesitzer), Marie Dalldor (Sophie, seine Frau) und Lina Monard (Malchen, seine Tochter dritter Ehe).

- 1928: Alpenkönig und Menschenfeind – Produktion: NORAG; Bearbeitung (Wort): Hans Bodenstedt; Komposition: Hermann Erdlen; Regie: Alfred Braun; Erstausstrahlung: 24. Januar 1928; Livesendung ohne Aufzeichnung.[21]
  - Sprecher u. a.: Hans Mühlhofer (Astragalus, der Alpenkönig), Friedrich Siems (Linarius, Alpengeist), Karl Pündter (Alpanor, Alpengeist), Julius Kobler (Rappelkopf, ein reicher Gutsbesitzer), Maria Einödshofer (Sophie, seine Frau), Hilde Knoth (Anneliese, seine Tochter dritter Ehe) und Ernst Pündter (Silberkern, Sophiens Bruder, Kaufmann in Venedig).

- 1957: Alpenkönig und Menschenfeind – Produktion: HR; Bearbeitung (Wort): Willy Trenk-Trebitsch; Komposition: Gerhardt Ahl; Regie: Ulrich Lauterbach; Erstausstrahlung: 13. Dezember 1957; Länge: 104'57 Minuten.[22]
  - Sprecher u. a.: Willy Trenk-Trebitsch (Rappelkopf), Hannsgeorg Laubenthal (Astragalus), Elisabeth Markus (Sophie), Hertha Martin (Malchen), Veit Relin (August) und Helga Mietzner (Lieschen).